# Stor-Byxtjärnen, Hälsingland
Stor-Byxtjärnen är en sjö i Ljusdals kommun i Hälsingland och ingår i Delångersåns huvudavrinningsområde.